# Балтичка офанзива
За немачку офанзиву у Другом светском рату погледати: Балтичка операција
Балтичка офанзива, такође позната и као Балтичка стратешка офанзива, означава поход који је Црвена армија водила у балтичким државама током јесени 1944. Офанзивом је командовао генерал Иван Баграмјан. Исход низа битака је да се група армија Север нашла изолована и окружена у Курландском џепу а Совјети су поново окупирали балтичке државе.

## Позадина
Током 1944, Вермахт је био потиснут дуж целе линије фронта на истоку. У фебруару 1944, снаге Вермахта су се повукле од прилаза Лењинграду до припремљеног дела Пантер линије на граници са Естонијом. У јуну и јулу, група армија Центар је током операције Багратион одбачена из Белоруске ССР у Пољску. Ово је створило прилику Црвеној армији да изврши напад према Балтичком мору и тако пресече копнену везу између немачких армијских група.
До петог је започета Шјауљајска офанзивна операција која се надовезала на операцију Багратион. Совјетска 43, 51, и 2. гардијска армија су напале према Риги на балтичкој обали. У претходници је био 3. гардијски механизовани корпус. До 31. јула, снаге Црвене армије су дошле до обале Ришког залива; 6. гардијска армија је покрила Ригу и проширила крило пробоја према северу.
Немачка реакција је била брза, и у почетку успешнта. Контранапад назван операција Допелкопф су 16. августа спровели XXXX и XXXIX панцер корпус под командом Треће оклопне армије, групе армија Центар. Делујући у садејству са оклопним формацијама групе армија Север, ове снаге су иницијално одсекле совјетске трупе на обали и поново успоставиле крхки 30 km широки коридор између група армија Центар и Север. Главни циљ напада је био да се поново заузме кључна друмска раскрсница код Шјауљаја, али немачки тенкови су наишли на чврсту одбрану 1. балтичког фронта, и до 20. августа немачко напредовање је заустављено уз тешке губитке. Поновни напад операција Цезар, је започет 16. септембра, и пропао је на исти начин. Након кратког предаха, СТАВКА је издала наређења за Балтичку стратешку офанзиву, која је трајала од 14. септембра до 24. новембра.

## Битке
Као и остале совјетске стратешке офанзиве, и Балтичка офанзива је покривала више операција операционог нивоа и индивидуалне фронтовске офанзивне операције:
- Ришка офанзива (рус. Рижская наступательная операция) (од 14. септембра до 24. октобра 1944) спроведена од стране 3. и 2. балтичког фронта током које је очишћена обала Ришког залива.
- Талинска офанзива (рус. Таллинская наступательная операция) (од 17. до 26. септембра 1944) спроведена од стране Лењинградског фронта како би се немачке снаге избациле из Естоније.
- Десант на Мунсунд (рус. Моонзундская десантная операция) (од 27. септембра до 24. новембра 1944) је било амфибијско искрцавање на естонска острва Хиума (ест. Hiiumaa), Сарема (ест. Saaremaa) и Муху (ест. Muhu), која блокирају приступ Ришком заливу. Према совјетским подацима, Немци су изгубили 7.000 мртвих и 700 заробљених војника.[9]
- Мемелска офанзива (рус. Мемельская операция)(од 5. до 22. октобра 1944) је био напад 1. балтичког фронта у циљу пресецања везе између немачких група армија Центар и Север.

Из немачке перспективе, овај период је укључивао следеће операције:
- Операција Цезар, у циљу поновног успостављања контакта између група армија Центар и Север од 16. до 21. септембра 1944;
- Операција Астер у циљу евакуације групе армија Север са циљем евакуације групе армија Север са естонског копна од 17. до 26. септембра 1944.
- опсада Мемела од 5. до 27. октобра 1944;
- Формирање Курландског џепа од 15. до 22. октобра 1944.

## Последице

### Совјетска победа
Балтичка офанзива је довела до избацивања немачких снага из Естоније и Литваније. Совјетски фронтови који су учествовали у борбама су имали укупне губитке од око 260.000 људи из свих узрока (погинули, нестали, рањени, болесни).
Линије комуникације између групе армија Север и групе армија Центар су пресечене за стално а група армија Север је остала на балтичкој обали у Летонији. 25. јануара, Адолф Хитлер је преименовао групу армија Север у армијску групу Курландија имплицитно признајући да не постоји могућност да се успостави нови копнени коридор између Курландије и Источне Пруске. Црвена армија је започела окруживање и смањивање Курландског џепа који је и даље могао да представља велику претњу, али је била у прилици да се концентрише на операције на северном крилу које је сада циљало ка Источној Пруској. Операције Црвене армије против Курландског џепа су настављене до предаје армијске групе Курландија 9. маја 1945, када је у џепу заробљено готово 200.000 Немаца.
Немачка команда је ослободила из војне службе хиљаде регрута из балтичких земаља. Међутим, совјетска команда је започела са регрутацијом локалног становништва у областима које су доспеле под совјетску контролу. Неки су тако током рата служили на обе стране, док су се многи крили у шумама како би избегли мобилизацију. (види још: шумска браћа)
112 звања херој Совјетског Савеза је додељено током офанзиве, од су три добили војници који су већ били хероји Совјетског Савеза.

### Реокупација балтичких држава
Поновно успостављање совјетске власти у балтичким државама је спроведено силом и уследила је совјетизација која је углавном спроведена од 1944. до 1950. Присилна пољопривредна колективизација је започета 1947, а завршена је након масовне депортације цивила у марту 1949. Све приватне фарме су конфисковане и сви фармери су били приморани да се придруже колективним фармама. Оружани покрет отпора „Шумске браће“ је био активан до масовних депортација. Десетине хиљада су учествовале у покрету или су га подржавале; хиљаде су убијене. Совјетске снаге које су се бориле против Шумске браће су претрпеле губитке који се мере стотинама. Међу убијеним на обе стране је било невиних цивила. Поред оружаног отпора Шумске браће, било је активно и више националистичких дечјих група (ученици). Већина њихових чланова је осуђено на дугогодишње затворске казне. Казнене мере су знатно ублажене након Стаљинове смрти 1953; од 1956. до 1958, великом делу депортованих и политичких затвореника је допуштено да се врате у своје крајеве. Политичка хапшења и бројне друге врсте злочина против човечности су спровођена током целог периода окупације до касних осамдесетих година 20. века. Након свега, покушај да се друштва балтичких држава интегришу у совјетски систем је пропао. Иако је оружани отпор поражен, становништво је задржало антисовјетско расположење. Ово је олакшало грађанима балтичких држава да крајем 1980-их организују нови покрет отпора, да 1991. поврате независност својих држава, и затим у њима брзо развију модерно друштво.

## Формације и јединице

### Совјетске
- 1. балтички фронт под командом Баграмјана
  - 5. гардијска тенковска армија под командом генерала Волског
  - 6. гардијска армија под командом генерал-лајтнанта Чистјакова
  - 4. ударна армија под командом генерал лајтнанта Малишева
  - 43. армија под командом генерал-лајтнанта Белобродова
  - 51. армија под командом генерал-лајтнанта Крајзера
  - 33. армија под командом генерал-лајтнанта Цветајева
- 2. балтички фронт под командом генерала армије Јеременка
  - 3. ударна армија под командом генерал-лајтнанта Н. П. Симоњак
  - 22. армија под командом генерал-лајтнанта Вострукова
- 3. балтички фронт под командом генерал-пуковника Масленикова
- 3. белоруски фронт (делови) под командом генерала армије Черњаковског
  - 2. ударна армија прво под командом генерал-лајтнанта П. Г. Чанчибадзеа, а затим под командом генерал-лајтнанта Феђунинског
  - 3. гардијски механизовани корпус под командом генерал-лајтнанта В. Т. Обукова
  - 61. армија под командом генерал-лајтнанта Белова
  - 67. армија под командом генерал-лајтнанта Свиридова
- Лењинградски фронт (делови) под командом маршала Говорова
  - 8. армија под командом генерал-лајтнанта Старикова

### Немачке
- Група армија Север под командом генерал-пуковника Фердинанда Шернера
  - Армијски деташман „Нарва“ под командом пешадијског генерала Грасера
  - Осамнаеста армија под командом пешадијског генерала Лоха
  - Шеснаеста армија под командом артиљеријског генерала Хансена
- Група армија Центар под командом генерал-пуковника Рајнхарда
  - Трећа оклопна армија под командом генерал-пуковника Ерхарда Рауса
    - XXXX панцер корпус
    - XXXIX панцер корпус
      - панцер гренадирска дивизија „Велика Немачка“
      - 4. панцер дивизија
      - 5. панцер дивизија
      - 17. панцер дивизија

## Даља литература
- Дискусија на форуму
- Линк ка мапи Источног фронта